# Rondibilis schabliovskyi
Rondibilis schabliovskyi là một loài bọ cánh cứng trong họ Cerambycidae.